# Unplugged (Alicia Keys)
Unplugged is het eerste album met live-optredens van de Amerikaanse r&b/soulzangeres en pianiste Alicia Keys. Het album is opgenomen tijdens de MTV Unplugged van 4 juli 2005. Op 11 oktober 2005 werd het album in de Verenigde Staten uitgebracht door J Records, in één week werden er wereldwijd 245.000 platen van verkocht.

## Afspeellijst
1. Intro Alicia's Prayer (A capella) - 1:11
2. Karma - 2:10
3. Heartburn - 3:03
4. A Woman's Worth - 3:30
5. Unbreakable - 4:34
6. How Come You Don't Call Me - 5:23
7. If I Was Your Woman - 4:04
8. If I Ain't Got You - 4:06
9. Every Little Bit Hurts - 4:01
10. Streets of New York (City Life) - 7:35
11. Wild Horses (met Adam Levine) - 6:04
12. Diary - 5:53
13. You Don't Know My Name - 3:35
14. Stolen Moments - 5:14
15. Fallin' - 5:10
16. Love It or Leave It Alone" (met Mos Def en Common)/"Welcome to Jamrock" (met Damian Marley, Mos Def, Common en anderen) - 9:20

### Bonus-dvd
Uitgebracht op 11 oktober 2005
1. Goodbye
2. Butterflyz

## Status
Platinum
Verenigde Staten: 1.000.000
Goud
Nederland: 30.000
Canada: 50.000

## Uitgebracht
| Land                | Datum           | Maat- schappij |
| ------------------- | --------------- | -------------- |
| Duitsland           | 7 oktober 2005  | J              |
| Verenigd Koninkrijk | 10 oktober 2005 | J              |
| Frankrijk           | 10 oktober 2005 | J              |
| Verenigde Staten    | 11 oktober 2005 | J              |
| Canada              | 11 oktober 2005 | Sony           |
| Australië           | 17 oktober 2005 | Sony BMG       |
| Japan               | 26 oktober 2005 | BMG            |